# Universe (Deens park)

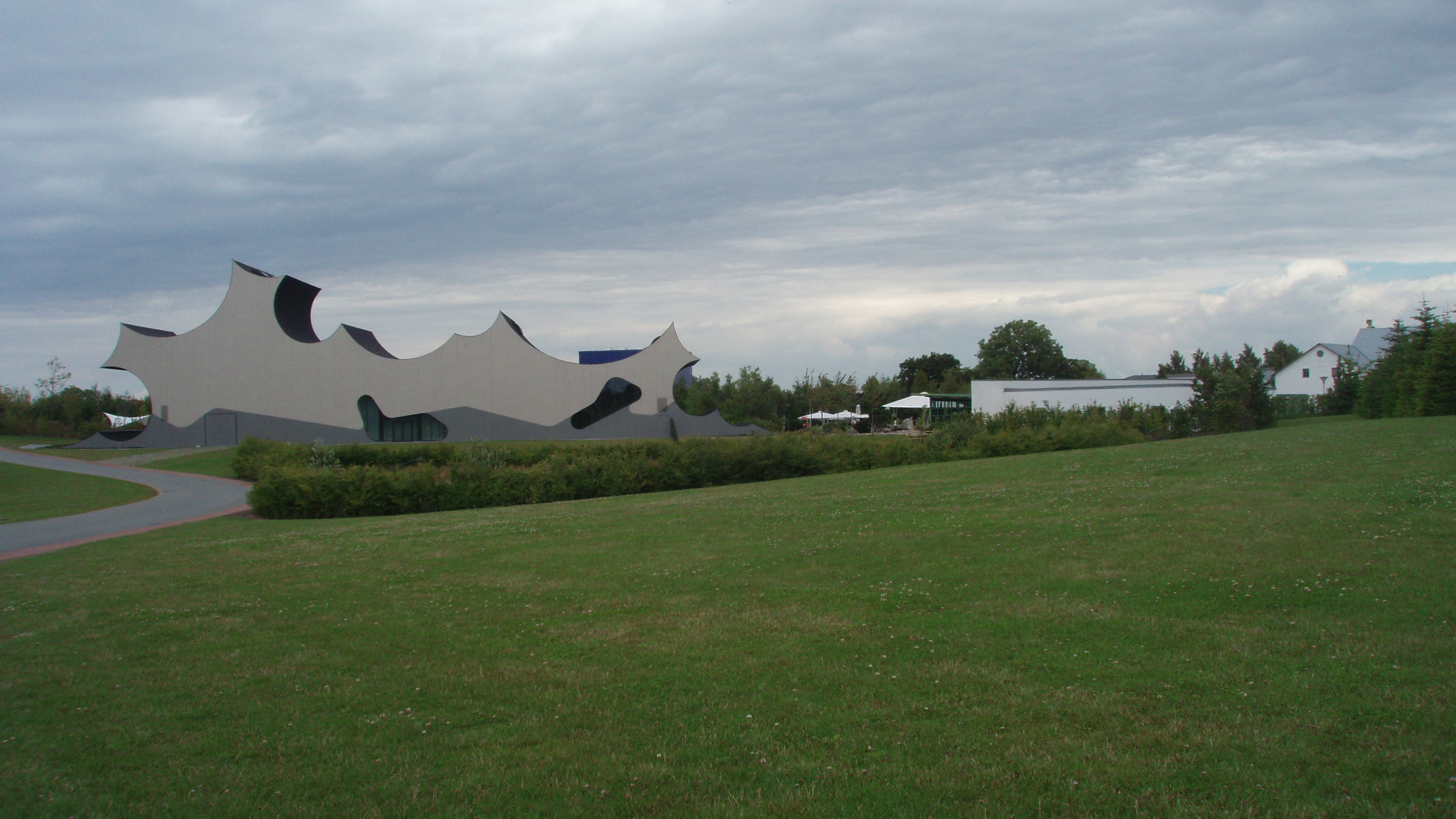
Gebouw ontworpen door de Duitse architect Jürgen Mayer

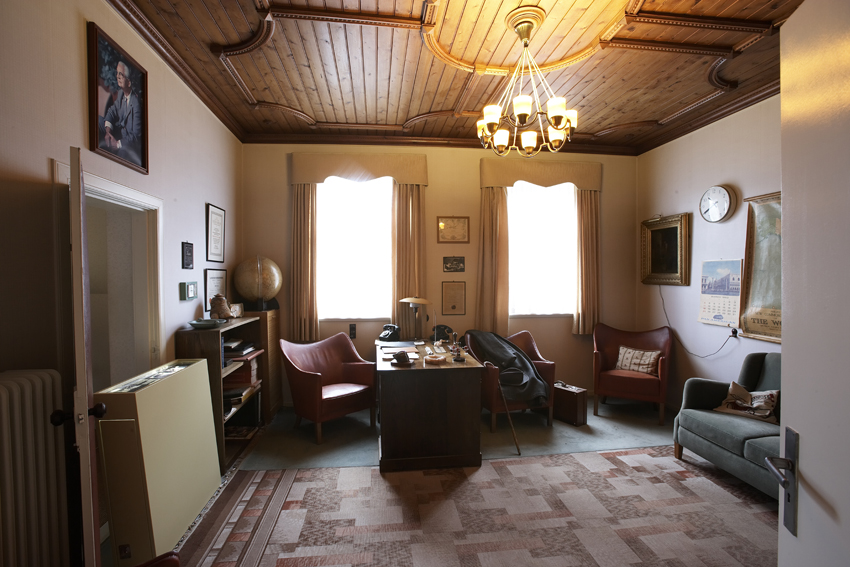
Werkkamer van Mads Clausen, de eerste directeur van Danfoss

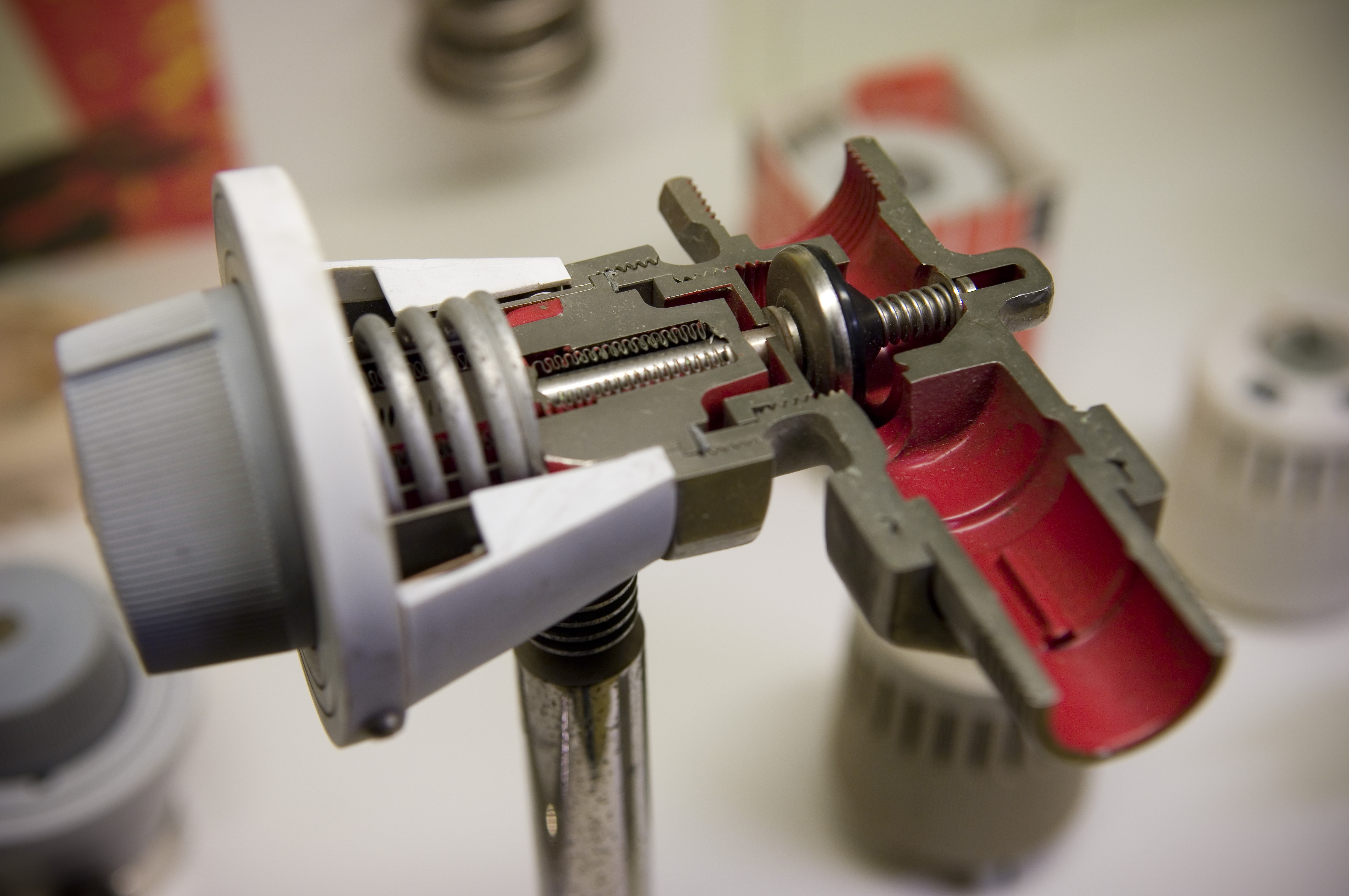
Een doorsnede van een radatorkraan in het fabrieksmuseum

Universe (tot 2013 bekend onder de naam Danfoss Universe) is een Deens attractiepark, gevestigd op het eiland Als. Het park heeft als doel om kinderen en volwassenen te inspireren voor wetenschappelijke thema's.  
Universe is opgericht door Jørgen Mads Clausen, voorzitter van de raad van bestuur van Danfoss, het grootste bedrijf op het eiland, en op 5 mei 2005 geopend door de Deense kroonprins Frederik van Denemarken en zijn vrouw kroonprinses Mary. In het park bevindt zich de eerste Danfossfabriek, waar een vaste tentoonstelling over Danfoss en de oprichter Mads Clausen (1905-1966) te bezichtigen is. In 2014 werd het themagebied Pixelineland geopend, dat verschillende interactieve spellen bevat.

## Lijst van attracties
Universe kent verschillende interactieve attracties met een educatief karakter.
PixelinelandThemagedeelte met interactieve spellen, gericht op de mascotte Pixeline
Blauwe KubusDit centraal gelegen gebouw bevat elementen gericht op natuurverschijnselen. Het was oorspronkelijk het IJslandse paviljoen op de wereldtentoonstelling Expo 2000
SegwaybaanOp deze baan kan met een Segway worden gereden
EnergyLabThemagedeelte gericht op het opwekken van energie
WaterWorksWaterspeeltuin
Danfoss museum en fabriekEen vaste tentoonstelling over Danfoss en Mads Clausen in de eerste fabriek
Bittens tuinKruidentuin
5D Simulator5D simulator waarin de slag om Dybbøl uit 1864 kan worden beleefd
Explorama50 kleine installaties waar puzzels kunnen worden opgelost
Derde-wereld-spelEen interactieve tentoonstelling over het leven in de derde wereld
GraafmachineDrie graafmachines, aangedreven door elektrische motoren
Lift A CarEen constructie waarmee een auto kan worden opgetild
Energiehuis "Embrace"
Robert Robot Show
Spinnen-klim-web
Zeepbellenland
Trampolines

## Directie
- 2004-2009: Charlotte Sahl-Madsen
- 2009-2011: Michael Sølvsten
- 2011-nu: Pia Bech Mathiesen